# Marcin Kwarta
Marcin Kwarta (ur. 26 kwietnia 1978 w Radomsku) – polski artysta fotograf. Członek rzeczywisty i Artysta Fotoklubu Rzeczypospolitej Polskiej (AFRP). Wiceprezes Zarządu Fotoklubu RP. Członek założyciel i prezes Zarządu Fundacji Foto Pozytyw w Radomsku. Prezes Zarządu Towarzystwa Fotograficznego im. Edmunda Osterloffa w Radomsku.

## Życiorys
Marcin Kwarta związany z radomszczańskim środowiskiem fotograficznym – mieszka, pracuje i  fotografuje w Radomsku. Jest organizatorem, współorganizatorem wielu plenerów fotograficznych (międzynarodowych, ogólnopolskich), warsztatów fotograficznych, organizatorem i kuratorem wielu wystaw fotograficznych, aktywnym uczestnikiem działań społeczności lokalnych w dziedzinie kultury, ochrony środowiska, ochrony zdrowia. Uczestniczy w pracach jury, w licznych ogólnopolskich i międzynarodowych konkursach fotograficznych. Był członkiem rzeczywistym Towarzystwa Fotograficznego im. Edmunda Osterloffa w Radomsku, w którym od 2009 roku do 2014 pełnił funkcję prezesa Zarządu. W 2017 był inicjatorem i współzałożycielem Fundacji Foto Pozytyw w Radomsku – od 2018 roku członka zbiorowego Fotoklubu Rzeczypospolitej Polskiej Stowarzyszenia Twórców, w której pełni funkcję prezesa Zarządu.
Marcin Kwarta jest autorem i współautorem wielu wystaw fotograficznych; indywidualnych, zbiorowych, poplenerowych oraz pokonkursowych. Jego prace były prezentowane w wielu galeriach w Polsce oraz za granicą – Albanii, Azerbejdżanie, Bułgarii, Chinach, Hongkongu, Macedonii, Nigerii, Ukrainie. W 2010 roku Marcin Kwarta został przyjęty w poczet członków Fotoklubu Rzeczypospolitej Polskiej (legitymacja nr 287).
W 2018 roku został uhonorowany Medalem „Za Zasługi dla Fotografii Polskiej” – odznaczeniem przyznawanym przez Kapitułę Fotoklubu Rzeczypospolitej Polskiej Stowarzyszenia Twórców w 100. rocznicę odzyskania przez Polskę niepodległości. W 2020 odznaczony Złotym Medalem „Za Fotograficzną Twórczość” – odznaczeniem ustanowionym przez Zarząd i przyznawanym przez Kapitułę Fotoklubu Rzeczypospolitej Polskiej Stowarzyszenia Twórców, w odniesieniu do obchodów 25-lecia powstania Fotoklubu RP. W 2023 został odznaczony Odznaką honorową „Zasłużony dla Kultury Polskiej”.

## Odznaczenia
- Medal Louisa Jacques’a Mandé Daguerre'a[24]
- Medal „Za Zasługi dla Fotografii Polskiej” (2018)[24]
- Złoty Medal „Za Fotograficzną Twórczość” (2020)[22]
- Odznaka honorowa „Zasłużony dla Kultury Polskiej” (2023)[23]